# Luge nos Jogos Olímpicos de Inverno de 2006 - Individual masculino
A competição individual masculina de luge nos Jogos Olímpicos de Inverno de 2006 foi disputado nos dias 11 e 12 de fevereiro.

## Medalhistas
| Ouro   | ITA Armin Zöggeler   |
| Prata  | RUS Albert Demchenko |
| Bronze | LAT Mārtiņš Rubenis  |

## Resultados
| Pos. | Atleta                | 1ª corrida | 2ª corrida | 3ª corrida | 4ª corrida | Total    | Dif     |
|      | ITA Armin Zöggeler    | 51.718     | 51.414     | 51.430     | 51.526     | 3:26.088 | —       |
|      | RUS Albert Demchenko  | 51.747     | 51.543     | 51.396     | 51.512     | 3:26.198 | +0.110  |
|      | LAT Mārtiņš Rubenis   | 51.913     | 51.497     | 51.561     | 51.474     | 3:26.445 | +0.357  |
| 4    | USA Tony Benshoof     | 51.907     | 51.458     | 51.674     | 51.559     | 3:26.598 | +0.510  |
| 5    | GER David Möller      | 52.085     | 51.533     | 51.655     | 51.655     | 3:26.711 | +0.623  |
| 6    | GER Jan Eichhorn      | 52.103     | 51.469     | 51.656     | 51.515     | 3:26.743 | +0.655  |
| 7    | GER Georg Hackl       | 51.856     | 51.583     | 51.806     | 51.674     | 3:26.919 | +0.831  |
| 8    | ITA Reinhold Rainer   | 51.926     | 51.696     | 51.647     | 51.733     | 3:27.002 | +0.914  |
| 9    | AUT Markus Kleinheinz | 52.140     | 51.767     | 51.841     | 51.839     | 3:27.587 | +1.499  |
| 10   | ITA Wilfried Huber    | 52.095     | 51.748     | 51.848     | 51.984     | 3:27.675 | +1.587  |
| 11   | RUS Viktor Kneib      | 52.050     | 52.150     | 51.981     | 51.884     | 3:28.065 | +1.977  |
| 12   | AUT Reiner Margreiter | 52.200     | 51.880     | 52.234     | 51.800     | 3:28.114 | +2.026  |
| 13   | AUT Daniel Pfister    | 52.317     | 52.103     | 52.058     | 51.882     | 3:28.360 | +2.272  |
| 14   | CAN Jeff Christie     | 52.382     | 52.027     | 52.013     | 51.939     | 3:28.361 | +2.273  |
| 15   | SUI Stefan Höhener    | 52.459     | 51.989     | 52.124     | 52.212     | 3:28.784 | +2.696  |
| 16   | GBR Adam Rosen        | 52.610     | 52.130     | 52.093     | 52.150     | 3:28.983 | +2.895  |
| 17   | LAT Kaspars Dumpis    | 52.432     | 52.063     | 52.391     | 52.402     | 3:29.288 | +3.200  |
| 18   | USA Jonathan Myles    | 52.579     | 52.267     | 52.230     | 52.332     | 3:29.408 | +3.320  |
| 19   | CAN Samuel Edney      | 52.663     | 52.523     | 52.360     | 52.311     | 3:29.857 | +3.769  |
| 20   | JPN Takahisa Oguchi   | 52.795     | 52.449     | 52.498     | 52.366     | 3:30.108 | +4.020  |
| 21   | LAT Guntis Rēķis      | 52.769     | 52.338     | 52.307     | 52.742     | 3:30.156 | +4.068  |
| 22   | SVK Jozef Ninis       | 52.769     | 52.517     | 52.525     | 52.386     | 3:30.197 | +4.109  |
| 23   | USA Christian Niccum  | 53.669     | 52.675     | 52.306     | 52.539     | 3:31.189 | +5.101  |
| 24   | RUS Kiril Serikov     | 54.164     | 52.468     | 52.473     | 52.790     | 3:31.895 | +5.807  |
| 25   | IND Shiva Keshavan    | 53.729     | 52.972     | 52.696     | 52.540     | 3:31.937 | +5.849  |
| 26   | SLO Domen Pociecha    | 53.141     | 53.073     | 53.039     | 53.072     | 3:32.325 | +6.237  |
| 27   | CZE Jakub Hyman       | 53.262     | 53.667     | 52.964     | 52.930     | 3:32.823 | +6.735  |
| 28   | TPE Ma Chih-hung      | 53.939     | 53.605     | 53.977     | 53.620     | 3:35.141 | +9.053  |
| 29   | KOR Kim Min-kyu       | 53.748     | 54.961     | 53.528     | 53.344     | 3:35.581 | +9.493  |
| 30   | MDA Bogdan Macovei    | 55.681     | 55.101     | 54.005     | 53.599     | 3:38.386 | +12.298 |
| 31   | BUL Peter Iliev       | 54.806     | 55.189     | 55.761     | 53.927     | 3:39.683 | +13.595 |
| 32   | VEN Werner Hoeger     | 56.754     | 55.411     | 56.256     | 55.169     | 3:43.590 | +17.502 |
| 33   | SVK Jaroslav Slavík   | 52.786     | 52.066     | 1:13.877   | 52.156     | 3:50.885 | +24.797 |
| 34   | JPN Shigeaki Ushijima | 53.306     | 1:29.310   | 52.414     | 52.318     | 4:07.348 | +41.260 |
| 35   | GBR Mark Hatton       | 52.790     | 52.720     | 1:34.895   | 52.494     | 4:12.899 | +46.811 |
| —    | CAN Ian Cockerline    | 52.290     | 52.107     | 52.255     | DNF        | —        | —       |

Legenda
| Recorde mundial      | Recorde mundial (World record)               |                       | Recorde africano                      | Recorde africano (African) |                                           | Q | Classificado por posição (Qualified) |
| Recorde olímpico     | Recorde olímpico (Olympic record)            | Recorde da América    | Recorde da América (Americas)         | q                          | Classificado por melhor tempo (Qualified) |   |                                      |
| Melhor marca do ano  | Melhor marca do ano (World leading)          | Recorde asiático      | Recorde asiático (Asian)              | DNS                        | Não largou (Did not start)                |   |                                      |
| Recorde nacional     | Recorde nacional (National record)           | Recorde europeu       | Recorde europeu (European)            | DNF                        | Não terminou (Did not finish)             |   |                                      |
| Recorde pessoal      | Recorde pessoal do atleta (Personal best)    | Recorde da Oceania    | Recorde da Oceania (Oceania)          | DSQ / DQ                   | Desclassificado (Disqualified)            |   |                                      |
| Recorde da temporada | Recorde da temporada do atleta (Season best) | Recorde sul-americano | Recorde sul-americano (South America) | NM                         | Sem marca (No mark)                       |   |                                      |